# Cailliea
Cailliea là một chi thực vật có hoa trong họ Đậu.